# Mellan Sandsjön
Mellan Sandsjön är en sjö i Tanums kommun i Bohuslän och ingår i Örekilsälvens huvudavrinningsområde. Sjön är 10,5 meter djup, har en yta på 0,018 kvadratkilometer och befinner sig 155 meter över havet.